# 蒙弗洛万
蒙弗洛万（法語：Montflovin，法語發音：[mɔ̃flɔvɛ̃]）是法国杜省的一个市镇，位于该省中南部，属于蓬塔利耶区。

## 地理
蒙弗洛万（46°59'11"N, 6°26'42"E）面积3.35 平方千米，位于法国勃艮第-弗朗什-孔泰大區杜省，该省份为法国东部内陆省份，北起上索恩省，西接汝拉省，东部及东南部与瑞士接壤，东北部与贝尔福地区省接壤。
与蒙弗洛万接壤的市镇（或旧市镇、城区）包括：拉绍、迈松迪布瓦-列夫勒蒙。

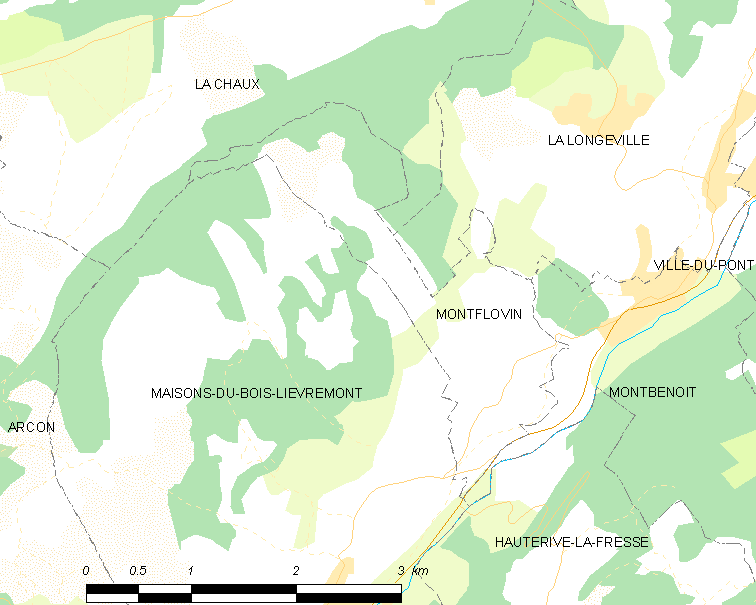
蒙弗洛万的OSM定位图

蒙弗洛万的时区为UTC+01:00、UTC+02:00（夏令时）。

## 行政
蒙弗洛万的邮政编码为25650，INSEE市镇编码为25398。

## 政治
蒙弗洛万所属的省级选区为奥尔南县。

## 人口

1962-2008年间蒙弗洛万人口变化图示

蒙弗洛万于2022年1月1日时的人口数量为118人。